# Dobrodziejstwo posiadania
Dobrodziejstwo posiadania (benificia possessionis) – staropolski termin prawniczy oznaczający korzyść z faktycznego posiadania własności (nieruchomości). Właściciel z tytułu posiadania dobra nie musiał się usprawiedliwiać, jeśli osoba zaprzeczająca dobrodziejstwa posiadania nie okazała swojego tytułu do spornego dobra. Dysponowanie dobrodziejstwem posiadania było tak istotne, że aby kupujący własność nabył pełne do niej prawo dokonywano intromisji, czyli publicznego ogłoszenia oddania własności w nowe ręce.